# Leptospermum glaucescens
Leptospermum glaucescens är en myrtenväxtart som beskrevs av Johannes Conrad Schauer. Leptospermum glaucescens ingår i släktet Leptospermum och familjen myrtenväxter.
Artens utbredningsområde är Tasmanien. Inga underarter finns listade i Catalogue of Life.